# Trichosterrha
Trichosterrha är ett släkte av fjärilar. Trichosterrha ingår i familjen mätare.
Kladogram enligt Catalogue of Life:
| Trichosterrha | \| \| Trichosterrha apiozona \| \| \| \| \| \| Trichosterrha olivata \| \| \| \| |
|               | \| \| Trichosterrha apiozona \| \| \| \| \| \| Trichosterrha olivata \| \| \| \| |
|               | Trichosterrha apiozona                                                           |
|               |                                                                                  |
|               | Trichosterrha olivata                                                            |
|               |                                                                                  |